# Asura semicirculata
Asura semicirculata là một loài bướm đêm thuộc phân họ Arctiinae, họ Erebidae.